# Bishops Castle Rural
Bishops Castle Rural var en civil parish från 1894 till 1934 då den blev en del av Colebatch och Lydham, i grevskapet Shropshire, i England. Denna civil parish var belägen 24 km från Ludlow och hade 191 invånare år 1931.